# Myocastor
Myocastor је род глодара којем припада нутрија (или којпу), као и неколико фосилних врста.

## Таксономија
Због сличне морфологије лобање, нутрија се некада сматрала блиским сродником карипских хутија и заједно с њима је сврставана у породицу Capromyidae. Касније је било прихваћеније сврставање у сопствену породицу, Myocastoridae. Новија молекуларна истраживања сврставају их у породицу Echimyidae, односно у племе Myocastorini.

### Забиљежени фосили
Група научника је 2013. препознала сљедеће врста као валидне:
- (средњи преистоцен)
- (касни миоцен)
- (касни миоцен)

Остале врсте које су описане, али се више не сматрају валидним, укључујући Myocastor minor, Myocastor perditus и Myocastor priscus.